# Margriet Zegers
Margriet Zegers   (Heerenveen, 29 d'abril de 1954) és una jugadora d'hoquei sobre herba neerlandesa, ja retirada, que va competir durant les dècades de 1970 i 1980. Està casada amb l'esquiador Michiel de Ruiter.
El 1984 va prendre part en els Jocs Olímpics d'Estiu de Los Angeles, on guanyà la medalla d'or en la competició d'hoquei sobre herba. En el seu palmarès també destaca una medalla d'or i una de plata a la Copa del món d'hoquei sobre herba i una d'or al Campionat d'Europa. Entre 1980 i 1984 disputà 55 partits amb la selecció neerlandesa.